# Comte de Dunbar

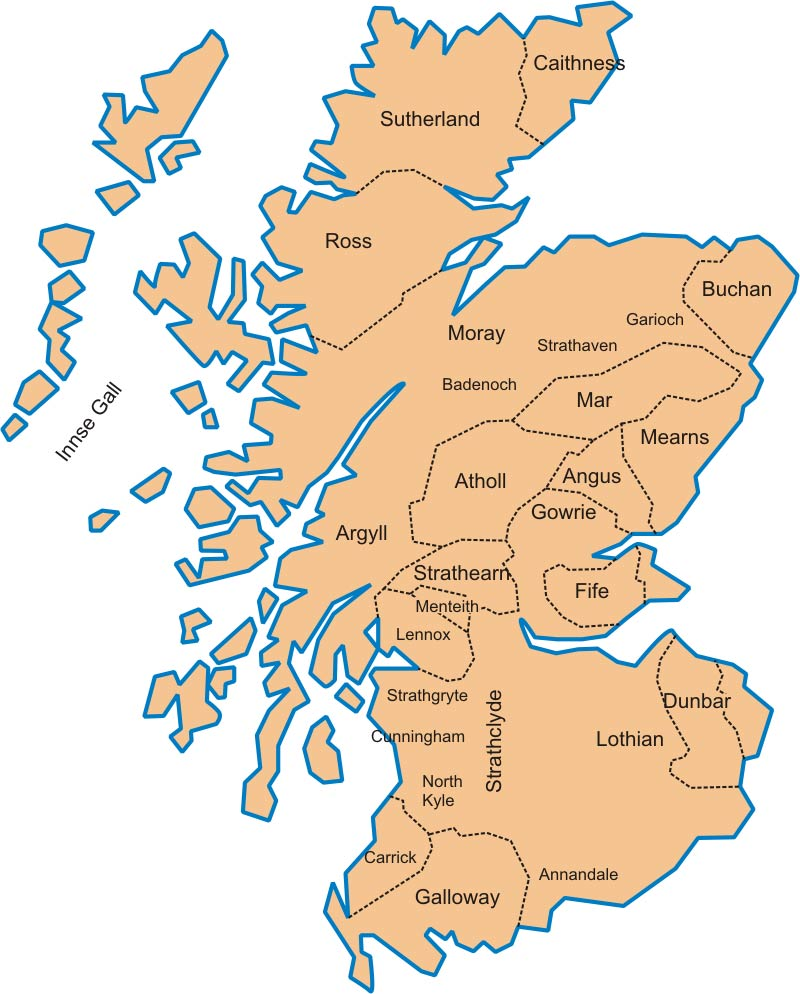
Carte des principales seigneuries d'Écosse vers 1230.

Comte de Dunbar ou comte de Lothian à l'origine, puis comte de March, est un titre de noblesse écossaise dont le titulaire possédait un comté au sud-est du royaume entre le XIIe et le XVe siècle. Le titre a également été un titre dans la pairie d'Écosse.

## Historique
Le premier titulaire à la tête de ce comté fut Gospatrick (II), tué le 22 août 1138 lors de la bataille de l'Étendard, fils de Gospatrick (I), comte de Northumbrie, qui, soupçonné de collusion, avec Malcolm III d'Écosse, s'était réfugié en Écosse après avoir été chassé de son comté par Guillaume le Conquérant en 1072.
Du fait du mariage de Patrick (I) de Dunbar avec Ada, une fille illégitime du roi Guillaume Ier d'Écosse, son petit-fils Patrick III de Dunbar fut un des prétendants au trône d'Écosse en 1290.
Son descendant direct, Georges (II) de Dunbar, 11e comte de March, est dépossédé par le Parlement d'Écosse de ses titres et de ses domaines en 1435. Il se retire à Kilconquhar, où il meurt entre 1455 et 1457. Son fils Patrick ne conserva que la baronnie de Kilconquhar dans le Fife.
Le titre de comte de Dunbar fut recréé en 1605 en faveur de George Home et 1er Lord Home de Berwick, Chancelier de l'Échiquier et pour ses héritiers mâles.

## Première création
comtes de Lothian
- v. 1134?-1138 : Gospatric (II) († 1138), fils de Gospatrick de Northumbrie ;
- 1138-1166 : Gospatric (III) († 1166), fils du précédent ;
- 1166-1182 : Waltheof († 1182), fils du précédent. À sa mort, il est appelé comte de Dunbar[4].

comtes de Dunbar
- 1182-1232 : Patrick (I) († 1232), fils du précédent ;
- 1232-1248 : Patrick (II) († 1248), fils du précédent ;
- 1248-1289 : Patrick (III) (v.1213-1289), fils du précédent ;

Comtes utilisant principalement le titre de comte de March
- 1289-1308 : Patrick (IV) (1242-1308) dit « à la barbe noire », fils du précédent ;
- 1308-1368 : Patrick (V) (1284-1368), fils du précédent ;
- 1368-1416/23 : Georges (I) (v.1336-1416/23), petit-neveu du côté paternel du précédent ;
- 1416/23-1435 : Georges (II) (v.1370-1455/57), fils du précédent.

## Seconde création (1605)
- 1605-1611 : Georges Home († 1611).

 Le titre s'éteint à sa mort, mais il est revendiqué par la suite par plusieurs dignitaires jacobites.

### Sources
- (en) Cet article est partiellement ou en totalité issu de l’article de Wikipédia en anglais intitulé « Earl of Dunbar » (voir la liste des auteurs), édition du 8 mai 2011.
- (en) Steve Boardman & Alasdair Ross (sous la direction de), The exercice of power in Medieval Scotland c.1200-1500, Dublin, Four Courts Press, 2003 (ISBN 9-781851-827497), p. 139-158  Alastair J. Macdonald. Kings of the wild frontier . The earls of Dunbar or March, c.1070-1435.